# Urspringen

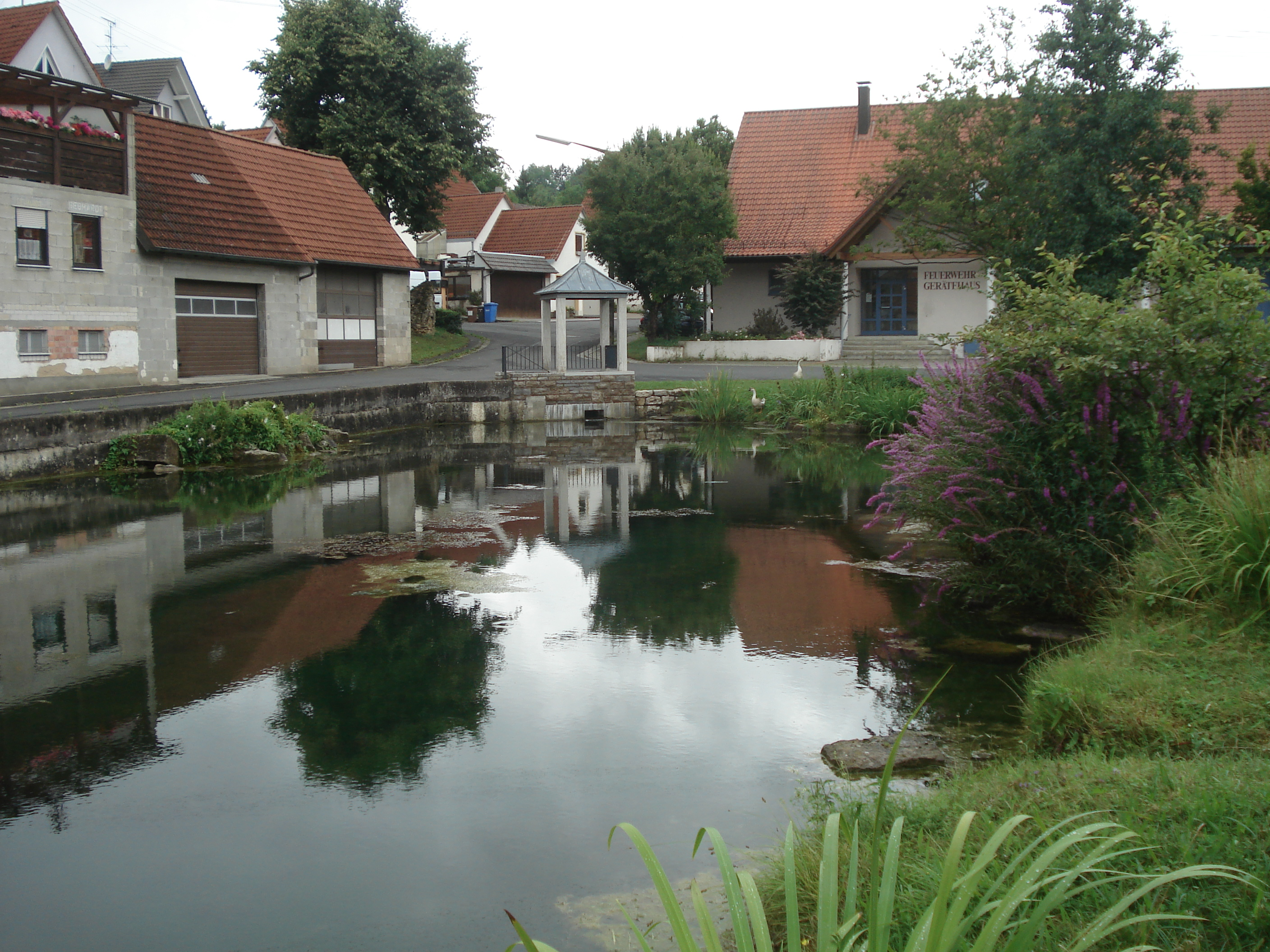
Die Grummibachquelle

Urspringen ist eine Gemeinde im unterfränkischen Landkreis Main-Spessart. Die Gemeinde ist Mitglied der Verwaltungsgemeinschaft Marktheidenfeld.

## Geografie
Urspringen liegt in der Region Würzburg. Es gibt nur einen Gemeindeteil und die Gemarkung Urspringen.

## Name

### Etymologie
Dem Namen Urspringen liegt laut von Reitzenstein eine Pluralform des mittelhochdeutschen Wortes ursprinc zugrunde. Dies bezieht sich auf die Quellen des Grummibaches, der im Ort entspringt und in den Karbach mündet.

### Frühere Schreibweisen
Frühere Schreibweisen des Ortes aus diversen historischen Karten und Urkunden:
- 1159 Urspringen
- 1317 Vrspringen
- 1376 Vrspringe
- 1456 Ursprungen
- 1457 Urspringen

## Geschichte

### Bis zur Gemeindegründung
Der Siedlungsname wird im Jahre 1159 erstmals in einer Urkunde als „Urspringen“ bezeugt. Gegen Ende des 17. Jahrhunderts entstand eine jüdische Gemeinde, die bis 1942 ununterbrochen Bestand hatte. 1803 wurde in der „Judengasse“ an Stelle der um 1700 erbauten Fachwerk-Synagoge eine neue Synagoge errichtet. Das ehemalige Amt der Grafschaft Castell, das ab 1500 im Fränkischen Reichskreis lag, fiel nach der Mediatisierung (1806) schließlich 1810 durch Grenzbereinigungen an das Großherzogtum Würzburg, mit dem es 1814 endgültig zu Bayern kam. Im Zuge der Verwaltungsreformen in Bayern entstand mit dem Gemeindeedikt von 1818 die heutige Gemeinde.

### 20. Jahrhundert
Während des Novemberpogroms 1938 wurde die Inneneinrichtung der Synagoge durch SA-Angehörige aus Birkenfeld, Billingshausen und Urspringen zerstört, das Gebäude blieb erhalten. Während des Krieges diente es als Gefangenenunterkunft; nach Kriegsende wurde es bis in die 1980er Jahre als Lagerhalle für die Landwirtschaft genutzt. Die Häuser der jüdischen Einwohner wurden unter Führung des Dorflehrers verwüstet. Einige Einwohner wurden ins KZ Dachau deportiert. Im April 1942 wurden 42 jüdische Bewohner über Würzburg nach Izbica bei Lublin und anschließend über das „Durchgangslager“ Krasniczyn in die Vernichtungslager Sobibor und Belzec deportiert und dort ermordet. Das ehemalige Synagogengebäude wurde mit Förderung des Freistaates Bayern saniert und ist seit 1991 Gedenk-, Mahn- und Dokumentationsstätte. Seit 2018 beteiligt sich Urspringen am Erinnerungsprojekt DenkOrt Deportationen 1941-1944 in Würzburg.

### Einwohnerentwicklung
Im Zeitraum 1988 bis 2018 stieg die Einwohnerzahl von 1159 auf 1382 um 223 Einwohner bzw. um 19,2 %.
- 1910: 0991 Einwohner (Volkszählung vom 1. Dezember 1910)
- 1961: 1065 Einwohner
- 1970: 1168 Einwohner
- 1987: 1160 Einwohner
- 1991: 1198 Einwohner
- 1995: 1254 Einwohner
- 2000: 1293 Einwohner
- 2005: 1313 Einwohner
- 2010: 1356 Einwohner
- 2015: 1344 Einwohner
- 2020: 1429 Einwohner

## Politik

### Bürgermeister
Erster Bürgermeister ist seit 1. Mai 2014 Volker Hemrich (nominiert von der Urspringer Einheitsliste); er wurde am 15. März 2020 mit 91,5 % der Stimmen für weitere sechs Jahre gewählt. Der Vorgänger war Heinz Nätscher (Freie Wähler).

### Gemeinderat
Bei der Gemeinderatswahl am 15. März 2020 wurde nur der Wahlvorschlag der Urspringer Einheitsliste eingereicht, auf den 99,35 % der Stimmen entfielen und deren Bewerber nach der Stimmenmehrheit die zwölf Mandate erhielten.
Die Kommunalwahlen 2002, 2008 und 2014 hatten zu folgenden Sitzverteilungen im Gemeinderat geführt:
|                            | 2002 | 2008 | 2014 |
| -------------------------- | ---- | ---- | ---- |
| CSU/Bürgerblock            | 5    | 6    | 6    |
| Freie Wähler               | 7    | 6    | 5    |
| Alternative für Urspringen | -    | -    | 1    |
| gesamt                     | 12   | 12   | 12   |

### Wappen
| | Blasonierung: „Gespalten durch einen schmalen silbernen Wellenpfahl; vorne in Rot ein silbernes Widderhorn, hinten geviert von Rot und Silber“ |
| Wappenbegründung: Der Wellenpfahl steht als Bach-Ursprung redend für den Ortsnamen. Um 1730 besaßen die Grafen von Castell die Vogtei über Urspringen, mit der die Voit von Rieneck belehnt waren. Daran erinnern die Vierung von Rot und Silber, das Wappen der Grafen von Castell, sowie das Widderhorn aus dem Wappen der Voit von Rieneck. Wappenführung seit 1970 | |

## Wirtschaft und Infrastruktur

### Wirtschaft einschließlich Land- und Forstwirtschaft
Es gab 2020 nach der amtlichen Statistik im produzierenden Gewerbe 48 und im Bereich Handel und Verkehr 34 sozialversicherungspflichtig Beschäftigte am Arbeitsort. In sonstigen Wirtschaftsbereichen waren am Arbeitsort 13 Personen sozialversicherungspflichtig beschäftigt. Sozialversicherungspflichtig Beschäftigte am Wohnort gab es insgesamt 709. Im verarbeitenden Gewerbe und im Bauhauptgewerbe gab es je einen Betrieb. Im Jahr 2016 bestanden zudem 16 landwirtschaftliche Betriebe mit einer landwirtschaftlich genutzten Fläche von insgesamt 1135 ha (Stand 2016), davon waren 1105 ha Ackerfläche und 33 ha Dauergrünfläche.

### Bildung
Es gibt folgende Einrichtungen (Stand: 2021):
- Kindergärten: ein Kindergarten mit 81 Plätzen und 65 Kindern in zwei Regelgruppen und einer Kleinkindgruppe[9]
- Schulen: eine Grundschule 1.–4. Klasse mit 74 Schülern[9]
- Gedenk- und Dokumentationsstätte für die Geschichte der Juden des Landkreises Main-Spessart in der ehemaligen Synagoge des Ortes, an deren frühere Bestimmung eine Gedenktafel erinnert[10]

## Ehrenbürger
- Josef Hasenfuß (* 28. Juni 1901 in Karbach; † 31. Oktober 1983 ebenda) war katholischer Geistlicher und Theologieprofessor an der Julius-Maximilians-Universität Würzburg.

## Söhne und Töchter der Gemeinde
- Josef Vogt (* 18. Februar 1884, † 7. März 1967), SS-Standartenführer im SS-Wirtschafts- und Verwaltungshauptamt